# Породин (Жабари)
Породин је насеље у Србији у општини Жабари у Браничевском округу. Према попису из 2022. било је 1437 становника.
Породин је 3 километра јужно од Жабара, на надморској висини од 109 метара. Село је збијеног типа, простире се поред регионалног пута Пожаревац-Свилајнац. Према попису из 2011. било је 1803 становника.
Овде се налази Црква Свете Петке у Породину.
У овом насељу смештена је радња аутобиографског романа Моравска ноћ нобеловца Петера Ханадкеа.
Када је у марту 1941. син председника општине убио трговачког путника, цело село је одлучило да пости два месеца.

## Демографија
У насељу Породин живи 1648 пунолетних становника, а просечна старост становништва износи 46,2 година (45,1 код мушкараца и 47,3 код жена). У насељу има 651 домаћинство, а просечан број чланова по домаћинству је 3,13.
Ово насеље је великим делом насељено Србима (према попису из 2002. године), а у последња три пописа, примећен је пад у броју становника.
|  |

| Демографија | Демографија | Демографија |
| Година      | Становника  | Становника  |
| ----------- | ----------- | ----------- |
| 1948.       | 4.199       |             |
| 1953.       | 4.213       |             |
| 1961.       | 4.121       |             |
| 1971.       | 4.006       |             |
| 1981.       | 3.730       |             |
| 1991.       | 3.454       | 2.738       |
| 2002.       | 2.036       | 3.005       |
| 2011.       | 1.803       |             |

| Етнички састав према попису из 2002.‍ | Етнички састав према попису из 2002.‍ | Етнички састав према попису из 2002.‍ | Етнички састав према попису из 2002.‍ | Етнички састав према попису из 2002.‍ |
| ------------------------------------ | ------------------------------------ | ------------------------------------ | ------------------------------------ | ------------------------------------ |
|                                      |                                      |                                      |                                      |                                      |
| Срби                                 | Срби                                 |                                      | 1.941                                | 95,33%                               |
| Власи                                | Власи                                |                                      | 39                                   | 1,91%                                |
| Румуни                               | Румуни                               |                                      | 30                                   | 1,47%                                |
| Југословени                          | Југословени                          |                                      | 5                                    | 0,24%                                |
| Црногорци                            | Црногорци                            |                                      | 2                                    | 0,09%                                |
| Македонци                            | Македонци                            |                                      | 1                                    | 0,04%                                |
| непознато                            | непознато                            |                                      | 8                                    | 0,39%                                |

| Година пописа     | 1948. | 1953. | 1961. | 1971. | 1981. | 1991. | 2002. |
| ----------------- | ----- | ----- | ----- | ----- | ----- | ----- | ----- |
| Број домаћинстава | 935   | 933   | 965   | 995   | 890   | 809   | 651   |

| Број чланова      | 1   | 2   | 3  | 4  | 5  | 6  | 7  | 8 | 9 | 10 и више | Просек |
| ----------------- | --- | --- | -- | -- | -- | -- | -- | - | - | --------- | ------ |
| Број домаћинстава | 149 | 164 | 99 | 81 | 60 | 56 | 35 | 6 | 1 | 0         | 3,13   |

| Пол    | Укупно | Неожењен/Неудата | Ожењен/Удата | Удовац/Удовица | Разведен/Разведена | Непознато |
| ------ | ------ | ---------------- | ------------ | -------------- | ------------------ | --------- |
| Мушки  | 829    | 142              | 543          | 101            | 40                 | 3         |
| Женски | 907    | 94               | 551          | 198            | 57                 | 7         |
| УКУПНО | 1.736  | 236              | 1.094        | 299            | 97                 | 10        |

| Пол    | Укупно                    | Пољопривреда, лов и шумарство | Рибарство                            | Вађење руде и камена | Прерађивачка индустрија       |
| ------ | ------------------------- | ----------------------------- | ------------------------------------ | -------------------- | ----------------------------- |
| Мушки  | 568                       | 513                           | 0                                    | 0                    | 9                             |
| Женски | 491                       | 445                           | 0                                    | 0                    | 1                             |
| УКУПНО | 1.059                     | 958                           | 0                                    | 0                    | 10                            |
| Пол    | Производња и снабдевање   | Грађевинарство                | Трговина                             | Хотели и ресторани   | Саобраћај, складиштење и везе |
| Мушки  | 0                         | 3                             | 16                                   | 4                    | 6                             |
| Женски | 0                         | 0                             | 15                                   | 1                    | 3                             |
| УКУПНО | 0                         | 3                             | 31                                   | 5                    | 9                             |
| Пол    | Финансијско посредовање   | Некретнине                    | Државна управа и одбрана             | Образовање           | Здравствени и социјални рад   |
| Мушки  | 1                         | 1                             | 4                                    | 5                    | 1                             |
| Женски | 0                         | 1                             | 1                                    | 13                   | 8                             |
| УКУПНО | 1                         | 2                             | 5                                    | 18                   | 9                             |
| Пол    | Остале услужне активности | Приватна домаћинства          | Екстериторијалне организације и тела | Непознато            | Непознато                     |
| Мушки  | 1                         | 0                             | 0                                    | 4                    | 4                             |
| Женски | 0                         | 0                             | 0                                    | 3                    | 3                             |
| УКУПНО | 1                         | 0                             | 0                                    | 7                    | 7                             |